# Паніссаж
Панісса́ж (фр. Panissage) — колишній муніципалітет у Франції, у регіоні Овернь-Рона-Альпи, департамент Ізер. Населення — 448 осіб (2011).
Муніципалітет був розташований на відстані близько 450 км на південний схід від Парижа, 60 км на південний схід від Ліона, 40 км на північний захід від Гренобля.

## Історія
До 2015 року муніципалітет перебував у складі регіону Рона-Альпи. Від 1 січня 2016 року належав до нового об'єднаного регіону Овернь-Рона-Альпи.
1 січня 2019 року Паніссаж і Вір'є було об'єднано в новий муніципалітет Валь-де-Вір'є.

## Демографія
Динаміка населення (INSEE ):
Розподіл населення за віком та статтю (2006):
| Стать | Всього | До 15 років | 15-24 | 25-44 | 45-64 | 65-85 | Понад 85 |
| --- | ------ | ----------- | ----- | ----- | ----- | ----- | -------- |
| Чоловіки | 210    | 47          | 24    | 62    | 46    | 27    | 4        |
| Жінки | 217    | 50          | 23    | 58    | 43    | 39    | 4        |
| \| Статево-вікова піраміда \| Статево-вікова піраміда \| Статево-вікова піраміда \| \| ----------------------- \| ----------------------- \| ----------------------- \| \| Чоловіки \| Вік \| Жінки \| \| 4 \| 85 + \| 4 \| \| 4 \| 80-84 \| 4 \| \| 0 \| 75-79 \| 4 \| \| 15 \| 70-74 \| 19 \| \| 8 \| 65-69 \| 12 \| \| 15 \| 60-64 \| 12 \| \| 4 \| 55-59 \| 8 \| \| 19 \| 50-54 \| 15 \| \| 8 \| 45-49 \| 8 \| \| 19 \| 40-44 \| 19 \| \| 23 \| 35-39 \| 31 \| \| 12 \| 30-34 \| 4 \| \| 8 \| 25-29 \| 4 \| \| 12 \| 20-24 \| 19 \| \| 12 \| 15-20 \| 4 \| \| 23 \| 10-14 \| 23 \| \| 12 \| 5-9 \| 8 \| \| 12 \| 0-4 \| 19 \| |        |             |       |       |       |       |          |
| Статево-вікова піраміда |        |             |       |       |       |       |          |
| Чоловіки | Вік    | Жінки       |       |       |       |       |          |
| 4 | 85 +   | 4           |       |       |       |       |          |
| 4 | 80-84  | 4           |       |       |       |       |          |
| 0 | 75-79  | 4           |       |       |       |       |          |
| 15 | 70-74  | 19          |       |       |       |       |          |
| 8 | 65-69  | 12          |       |       |       |       |          |
| 15 | 60-64  | 12          |       |       |       |       |          |
| 4 | 55-59  | 8           |       |       |       |       |          |
| 19 | 50-54  | 15          |       |       |       |       |          |
| 8 | 45-49  | 8           |       |       |       |       |          |
| 19 | 40-44  | 19          |       |       |       |       |          |
| 23 | 35-39  | 31          |       |       |       |       |          |
| 12 | 30-34  | 4           |       |       |       |       |          |
| 8 | 25-29  | 4           |       |       |       |       |          |
| 12 | 20-24  | 19          |       |       |       |       |          |
| 12 | 15-20  | 4           |       |       |       |       |          |
| 23 | 10-14  | 23          |       |       |       |       |          |
| 12 | 5-9    | 8           |       |       |       |       |          |
| 12 | 0-4    | 19          |       |       |       |       |          |

## Економіка
2010 року серед 289 осіб працездатного віку (15—64 років) 207 були активними, 82 — неактивними (показник активності 71,6%, у 1999 році було 73,5%). З 207 активних мешканців працювали 194 особи (109 чоловіків та 85 жінок), безробітними було 13 (4 чоловіки та 9 жінок). Серед 82 неактивних 31 особа була учнем чи студентом, 29 — пенсіонерами, 22 були неактивними з інших причин.

У 2010 році в муніципалітеті числилось 185 оподаткованих домогосподарств, у яких проживали 434,0 особи, медіана доходів виносила 18 898 євро на одного особоспоживача